# Cinara tibetapini
Cinara tibetapini är en insektsart. Cinara tibetapini ingår i släktet Cinara och familjen långrörsbladlöss. Inga underarter finns listade i Catalogue of Life.